# Manteiga de Ouro (pera)
Manteiga de Ouro ( en la E.E. Aula Dei conocida como: Mantecosa de Oro 675) es el nombre de una variedad cultivar de pera europea Pyrus communis. Esta pera está cultivada en la colección de la Estación Experimental Aula Dei (Zaragoza). Esta pera también está cultivada en diversos viveros entre ellos algunos dedicados a conservación de árboles frutales en peligro de desaparición. Esta pera está muy difundido su cultivo en España, originaria de Galicia, ampliamente extendida por Galicia e apreciadísima, donde tuvo su mejor época de cultivo comercial antes de la década de 1960, y actualmente en menor medida aún se encuentra.

## Sinonimia
- "Pera de Oro de Galicia",[9]
- "Mantecosa de Oro",[10]
- "Mantecosa de Oro 675",[11][12][1]
- "Pera de Ouro".[13]

## Historia
'Manteiga de Ouro' está considerada incluida en las variedades locales autóctonas muy antiguas, cuyo cultivo se centraba en comarcas muy definidas. Se caracterizaban por su buena adaptación a sus ecosistemas y podrían tener interés genético en virtud de su adaptación. Se encontraban diseminadas por todas las regiones fruteras españolas, aunque eran especialmente frecuentes en la España húmeda. Estas se podían clasificar en dos subgrupos: de mesa y de cocina (aunque algunas tenían aptitud mixta).
'Manteiga de Ouro' es una variedad clasificada como de mesa, difundido su cultivo en el pasado por los viveros comerciales y cuyo cultivo en la actualidad se ha reducido a huertos familiares y jardines privados.

## Características
El peral de la variedad 'Mantecosa de Oro 675' tiene un vigor de débil a medio, con porte erguido y de talla pequeña, muy productivo; florece desde finales de abril a inicios de mayo; tubo del cáliz pequeño en forma de embudo con conducto medio o largo, estrecho o ensanchándose hacia el corazón.
La variedad de pera 'Mantecosa de Oro 675' tiene un fruto de tamaño medio; (enlace roto disponible en Internet Archive; véase el historial, la primera versión y la última). forma ovoide o turbinada, sin cuello o con cuello muy ligero, ligeramente asimétrica, y con contorno irregular; piel áspera y ruda y no obstante algo brillante a pesar de estar casi totalmente cubierta con ruginoso-"russeting"; con color de fondo amarillo ocre, sin chapa, sobre color ausente, color del sobre color ausente, distribución del sobre color ausente, el ruginoso-"russeting" de color cobrizo anaranjado cubre medio fruto y en el resto formando maraña irregular dejando ver el fondo amarillo ocre, presentando un punteado ruginoso-"russeting" grueso, ruginoso muy visible sobre el fondo y casi imperceptible sobre la zona ruginosa, alrededor de la base del pedúnculo y en la parte inferior del fruto la zona ruginosa es siempre compacta y dentro de la cavidad del ojo más gruesa y formando círculos concéntricos, "russeting" (pardeamiento áspero superficial que presentan algunas variedades) fuerte; pedúnculo de longitud muy corto, grueso, semi-carnoso, a veces con protuberancias carnosas, recto, implantado ligeramente oblicuo, cavidad del pedúnculo estrecha, poco profunda o casi superficial, borde fuertemente ondulado o mamelonado; anchura de la cavidad calicina estrecha o media, bastante profunda, forma irregular, borde liso o rebajado en una o más partes; ojo muy pequeño, semicerrado, rara vez abierto. Sépalos pequeños, triangulares, rizados y algo convergentes, a veces caídos.
Carne de color crema amarillenta; textura semi-granulosa, semi-fundente, muy jugosa; sabor característico de la variedad, muy dulce y aromático, y bueno; corazón pequeño, redondeado, muy próximo al ojo. Eje corto, lanceolado, estrecho y relleno. Celdillas medianas, elípticas, algo puntiagudas en la parte inferior. Semillas de tamaño medio, alargadas con cuello bastante marcado, ligeramente espolonadas, y con color castaño oscuro.
La pera 'Mantecosa de Oro 675' tiene una época de maduración y recolección en otoño (en E.E. de Aula Dei de Zaragoza). Se usa como pera de mesa fresca, y en cocina para hacer compotas.